# Hector Laing, Baron Laing of Dunphail
Hector Laing, Baron Laing of Dunphail, FRSA (* 12. Mai 1923 in Edinburgh; † 21. Juni 2010 in Buckinghamshire) war ein britischer Wirtschaftsmanager, Geschäftsmann, Politiker und Life Peer.

## Leben
Laing, Sohn von Hector Laing und Margaret Norris Grant, besuchte die Loretto School in Musselburgh und das Jesus College der Universität Cambridge. Von 1942 bis 1947 diente Laing beim 3. Panzerbataillon der Scots Guards (Armoured 3rd Battalion Scots Guards) und wurde im Rang eines Captains aus der Armee entlassen. 1944 wurde er für seine militärischen Verdienste mentioned in Despatches. Außerdem erhielt er den Bronze Star.
1947 trat er bei dem britischen Gebäckhersteller McVitie & Price Ltd als Direktor ein, 1963 wurde er dort Vorstandschef (Chairman). McVitie & Price fusionierte 1948 mit der schottischen Familienbäckerei Macfarlane, Lang & Co. Ltd und wurde Teil der United Biscuits Group. 1953 wurde Laing Direktor (Director) von United Biscuits. Seine unternehmerischen Fähigkeiten lagen in der Produktion von Backwaren, insbesondere bei der Einführung automatisierter Verfahren zur Herstellung der Backwaren. 1964 wurde er Generaldirektor (Managing Director). Von 1972 bis 1990 war er Vorstandsvorsitzender der United Biscuits plc Holding. Unter Laings Leitung kaufte United Biscuits zahlreiche weitere Lebensmittelunternehmen hinzu: William Crawford & Son, DS Crawford, Macdonalds, Meredith & Drew, Kenyon Sons & Craven und Keebler Co., den zweitgrößten Hersteller von Keksen und Plätzchen in den Vereinigten Staaten. Durch diese Firmenkäufe und das internationale Wachstum des Unternehmens wurde United Biscuits einer der größten Hersteller von Plätzchen und Snack Food. Laing galt als visionärer Geschäftsmann, der Firmenangestellte, als Vertreter der Arbeitnehmerschaft, ebenso zu den alljährlichen Generalversammlungen einlud wie die Aktionäre. Von 1977 bis 1979 war er gleichzeitig auch Vorsitzender (Chairman) des Food and Drink Industries Council.
Laings unternehmerisches Denken erregte die Aufmerksamkeit der späteren britischen Premierministerin Margaret Thatcher. Zwischen Laing und Thatcher entstand eine politische und private Freundschaft. Später war Laing von 1988 bis 1993 Schatzmeister der Conservative Party.
Von 1973 bis 1991 war Laing Direktor der Bank of England. Von 1984 bis 1994 war er Direktor der Exxon Corporation. Von 1982 bis 1990 war er Vorsitzender (Chairman) der Non-Profit-Organisation Scottish Business in the Community, von 1987 bis 1992 dann von Business in the Community. Von 1985 bis 1990 war er gleichzeitig auch Vorsitzender des City and Industrial Liaison Council.
1950 heiratete er Marian Clare, die Tochter des Major General Sir John Emilius Laurie. Mit ihr hatte er drei Söhne. Zu seinen Hobbys zählte er Spazierengehen und die Gartenarbeit  auf seinen Anwesen in dem Dorf Gerard’s Cross in Buckinghamshire und in Dunphail. Laing starb nach kurzer Krankheit.

## Mitgliedschaft im House of Lords
Am 8. Februar 1991 wurde Laing zum Life Peer erhoben. Er trug den Titel Baron Laing of Dunphail, of Dunphail in the County of Moray. Im House of Lords saß er für die Conservative Party.

## Weitere Ämter und Ehrungen
1978 wurde Laing zum Knight Bachelor erhoben. Er war Mitvorsitzender (Joint Chairman) des von ihm mitgegründeten Per Cent Club (1986–1990), Treuhänder und Vorsitzender des Treuhandrates des Lambeth Fund (1983–1997), Direktor (Governor) der Wycombe Abbey School (1981–1994) und Präsident des Trident Trust (1992–1994).
1985 wurde er mit der Ehrendoktorwürde (DUniv) der University of Stirling ausgezeichnet. 1986 erhielt er einen Doctor of Letters (Hon DLitt) der Heriot-Watt University. 1988 wurde er Honorary Fellow des Jesus College der Universität Cambridge und 1989 Fellow der Royal Society of Edinburgh.
1979 erhielt er den „Businessman of the Year“-Award, 1980 den britischen „Free Enterprise“-Award.